# Vilters-Wangs

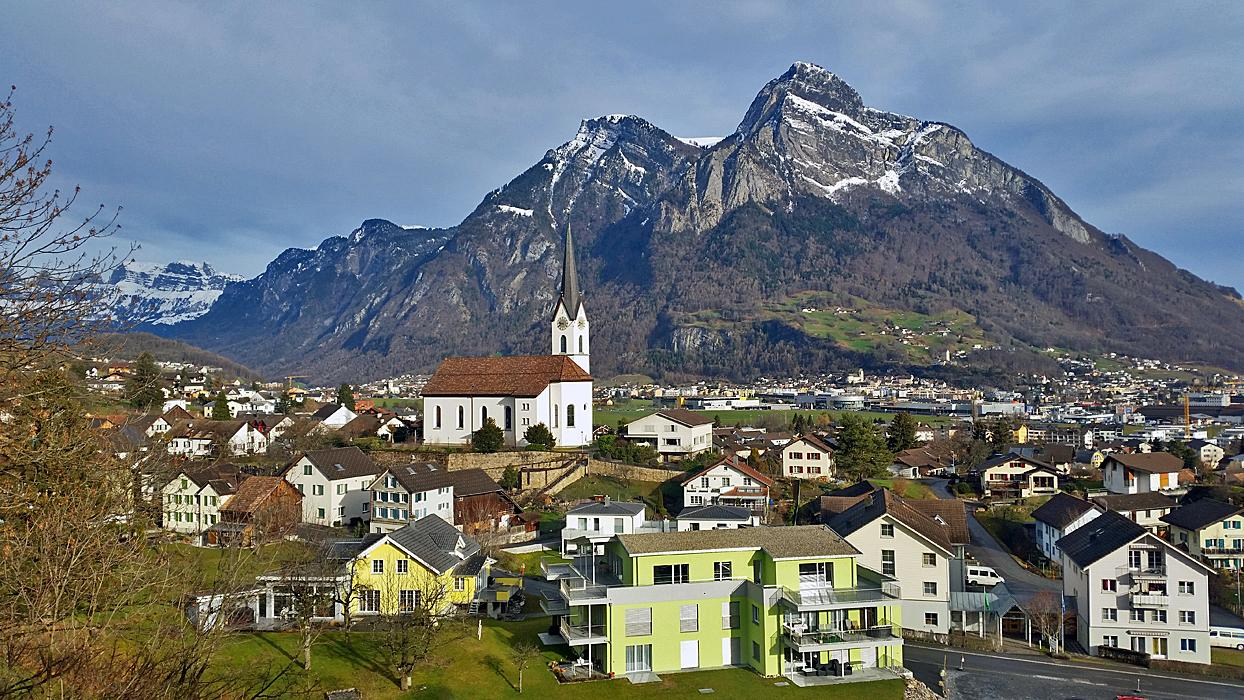
Wangs Dorf mit dem Gonzen im Hintergrund

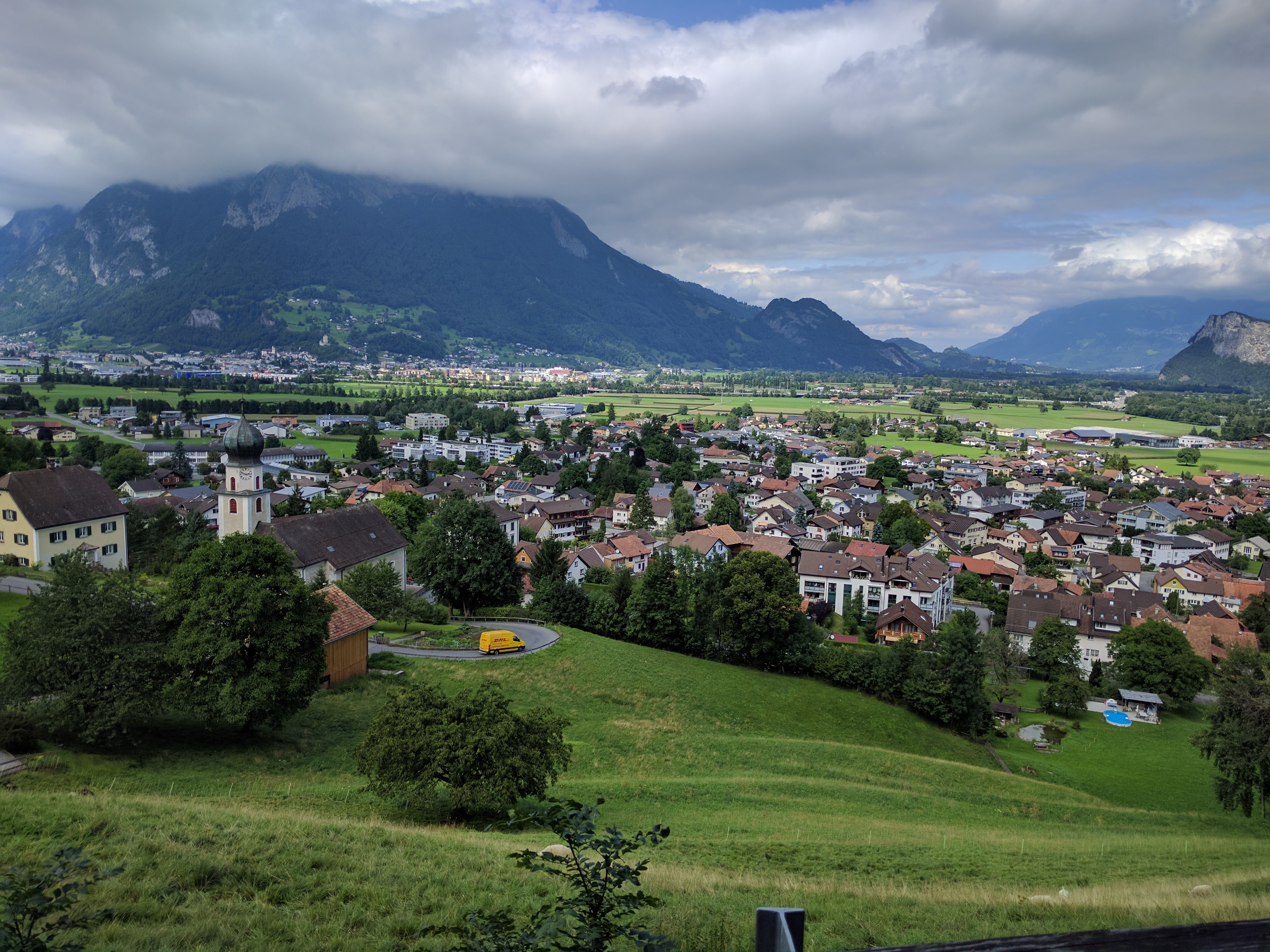
Vilters Dorf mit Sargans und Mels im Hintergrund

Vilters-Wangs (bis 1996 offiziell Vilters genannt) ist eine politische Gemeinde im Kanton St. Gallen. Sie befindet sich im Wahlkreis Sarganserland.

## Geographie
Vilters-Wangs liegt am Westhang des Rheintals an der Autobahnverzweigung Sarganserland. Die Gemeinde erstreckt sich bis zu den Grauen Hörnern. Oberhalb liegt der Viltersersee.

## Geschichte
Auf dem Burghügel Severgall oberhalb von Vilters wurden einige Funde aus der Jungstein-, der Bronze-, der Spätlatène- sowie der Römerzeit gemacht. Vilters-Wangs gehörte kirchlich zu Mels. 1487 wurde der Ort zu einer Pfarrei.
Im späten Mittelalter kam es zwischen Vilters und Wangs wegen des Tobels Valeis zu Marchenstreitigkeiten, sodass die Abtei von Pfäfers die beschädigte St.-Medard-Kirche 1785 neu erbauen liess. Die Dörfer Vilters und Wangs kamen mit der Gründung des Kantons St. Gallen (1803) an die Politische Gemeinde Ragaz. Am 22. Februar 1815 stellten Bürger von Wangs und Vilters an den Kanton das Gesuch, eine eigene Gemeinde bilden zu dürfen. Tatsächlich wurde dann das Dekret, das Vilters-Wangs zu einer von Ragaz getrennten, eigenen Gemeinde machte, am 21. Juni 1816 von Landammann Zollikofer erlassen. Die Gemeinde hiess anfänglich Vilters. Durch eine Namensänderung wurde per 1. Juni 1996 der Name der Doppel-Gemeinde auf Vilters-Wangs geändert.
1800 zerstörte ein Brand das Dorf Vilters mit Ausnahme der Kirche, des Pfarrhauses und der Mühle. Ein weiterer Brand wütete 1909. Wiederholt waren die Rheinebene und das Dorf Vilters von Überschwemmungen betroffen, so 1764 und 1840. Die Bauern nutzten die Alpen und die Rheinebene (Allmenden Baschär und Rheinau) als Weidegebiete.
In der Neuzeit gewann der Ackerbau in Dorfnähe und in Rheinau an Bedeutung. Die wirtschaftlichen Verhältnisse besserten sich nach der Korrektion der im Vilterser Gebiet entspringenden Saar von 1865 bis 1876. Später wurde auch der Vilterser Bach verbaut. Die 1928 gegründete Firma Elco (Looser) & Co. (Öl- und Gasfeuerungen) stellte bald einen wichtigen ökonomischen Faktor im Dorf dar.
Von 1950 bis 2011 bestand die private Knabensekundarschule Sonnenberg. Im Jahr 2000 erfolgte die Zusammenlegung der Primarschulgemeinde von Vilters und Wangs sowie der Oberstufenschulgemeinde Vilters zur Schulgemeinde Vilters.

### Bevölkerungsentwicklung
| Jahr      | 1850 | 1900 | 1950 | 1980 | 2000 | 2010  | 2019  |
| Einwohner | 1659 | 1720 | 2205 | 3243 | 3891 | 4328  | 4884  |
| Quelle    |      |      |      |      |      | [ 5 ] | [ 5 ] |

## Wappen
| Wappen von Vilters-Wangs | Blasonierung: «Gespalten von Gold (Gelb) mit blauer Lilie und von Blau mit einem fünf-strahligen goldenen (gelben) Stern.» |
| Wappen von Vilters-Wangs | Wappenbegründung: Entsprechend der Verschmelzung der beiden Dörfer Vilters und Wangs zu einer politischen Gemeinde im Jahre 1826 ist auch das Wappen der Gemeinde eine Neuschöpfung, die auf Vorschläge des Landammanns Emil Grünenfelder und des Lehrers Jean Geel zurückgeht. Dabei fand neben der Lilie eines gekrönten Wappens auf der Monstranz der Pfarrkirche St. Medard von Vilters von 1704 auch der Stern von Wangs Berücksichtigung. Die Kombination von Lilie und Stern ergab das Schildbild für die Neuschöpfung im Jahre 1941. |

## Tourismus
Die Gemeinde besitzt einen grossen Anteil am Pizolgebiet, welches im Winter und Sommer eine beliebte Touristenattraktion ist. Neben Wandertouren gibt es auch ein grosses Netz an Sesselliften und Gondelbahnen.

## Persönlichkeiten
- Elmar Bigger (* 1949), Politiker (SVP), 1999–2011 im Nationalrat
- Josef Heinrich Dietrich (* 1874 in Vilters; † 1956), Lehrer, Dirigent, Musiker, Komponist und Geschichtsbuchschreiber
- Andy Grünenfelder (* 1960), Skilangläufer, Bronzemedaillengewinner bei Olympia
- Emil Grünenfelder (1873–1971), Jurist und Politiker
- Vitus Huonder (1942–2024), römisch-katholischer Bischof von Chur, lebte zuletzt und starb in Wangs
- Martin Kohler (* 1985), Radrennfahrer
- Johann Künzle (* 1857 in St. Gallen; † 1945 in Zizers), Kräuterpfarrer, Pfarrherr in Wangs von 1909 bis 1920
- Janine Schmitt (* 2000), Skirennfahrerin
- Werner Vogler (* 1944, † 2002 in Paris), Kirchenhistoriker